# Commit (verzování)
Commit je v informatice potvrzení editačních změn a jejich uložení do repozitáře systému sledování verzí (tzv. verzování), které zařadí tuto novou položku do historie změn zdrojového kódu a tím umožní její sdílení s kolegy. Na rozdíl od databázového příkazu COMMIT v jazyce SQL jsou změny uloženy v repozitáři verzovacího systému natrvalo. 
Ostatní uživatelé verzovacího systému mohou po přijetí commitu jednoho z nich provést u sebe příkazy update a checkout, které jim z repozitáře verzovacího systému zpřístupní poslední verze dokumentů. Díky trvalému uložení všech změn je možné vyžádat si z verzovacího systému i jakoukoliv starší verzi dokumentu, navzájem různé verze porovnávat nebo je porovnávat s verzemi, které má uživatel na vlastním počítači. Dokument může být ve verzovacím systému také velmi snadno vrácen do jakékoliv starší verze, čehož využívá například i encyklopedie Wikipedie pro udržování historie jednotlivých článků.